# Tempio L
Il tempio L era un tempio greco dell'antica città di Akragas sito nella Valle dei Templi di Agrigento.
Ad ovest del piazzale lastricato, vicino al Santuario delle divinità ctonie, e come questo di recentissimo scavo (ancora sostanzialmente inedito), si trova un sacello arcaico, sostituito in età classica da un altro edificio sacro di pianta insolitamente complessa. Subito dopo s'incontrano i tagli nella roccia per le fondazioni di un tempio (tempio L), con resti all'intorno dell'alzato (colonne e trabeazione) e, sulla fronte orientale, del grande altare rettangolare. Si tratta di un tempio completamente distrutto, della metà del V secolo a.C. (altri ritengono l'edificio ellenistico), di 41,80x20,20 metri allo stilobate (i tagli nella roccia misurano 44,30x21,20 m), cui nel III secolo a.C. sarebbe stata sovrapposta una barocca trabeazione ellenistica.